# Thomas van der Hammen
Thomas van der Hammen (Schiedam, Países Bajos, 27 de septiembre de 1924-Chía, Colombia, 12 de marzo de 2010) fue un geólogo, botánico, micólogo, paleontólogo y arqueólogo colombo-neerlandés.

## Biografía
Hijo de Cornelis van der Hammen y Josina van der Spuy, se interesó por las ciencias naturales al conocer el museo creado y mantenido por el profesor de escuela Johan Bernink , de quien pasó a ser asistente voluntario a los 16 años. En 1948 obtuvo el grado en Geología, Zoología, Botánica y Química; en 1949 el Doctoradus en Paleontología y Botánica, en la Universidad de Leiden. Entre 1949 y 1951, fue el asistente científico del Museo Estatal de Geología y Mineralogía en Leiden y colaboró en excavaciones del Paleolítico Superior e investigaciones del Cuaternario en Países Bajos, y en expediciones botánicas y fitosociológicas a Laplandia.
Viajó a Colombia en 1951, contratado como jefe de la sección de Palinología y Paleobotánica del Servicio Geológico Nacional y posteriormente fue profesor del Instituto Colombiano de Antropología y de la Universidad Nacional. Sus principales aportes fueron en América del Sur, especialmente en Colombia, donde van der Hammen estudió principalmente la cordillera de los Andes y el ecosistema de páramo, en particular el páramo de Sumapaz
Desde 1959 hasta 1966 fue docente de la Universidad de Leiden y miembro del equipo científico de su Instituto Geológico y Mineralógico. En 1966 aceptó el cargo de catedrático de la Facultad de Biología de la Universidad de Ámsterdam y desde allí desarrolló una estrecha cooperación con las entidades científicas de Colombia, a donde regresó participando con Gonzalo Correal en las investigaciones sobre los sitios arqueológicos de El Abra y Tequendama. Desde 1977 desarrolla los "estudios tropoandinos", con la metodología de transecto del estudio integrado de muchas disciplinas científicas, en cada región. Participó en las investigaciones que permitieron constituir y caracterizar varias Reservas Naturales, en el estudio de los abrigos rocosos de Chiribiquete y además, propuso concretar el Corredor Biológico del Norte de Bogotá.
En 2003, concedió una entrevista extensa (en inglés) a Radio Nederland sobre su trabajo y su vida.

## Reserva
En el año 2011 y después de 11 años de discusión, la Corporación Autónoma Regional (CAR) de Cundinamarca declaró como zona de protección ambiental un área que hace parte de la Sabana de Bogotá y fue llamada Reserva Forestal Thomas van der Hammen en honor al profesor que dedicó varios años al estudio de la zona. Dicha zona se proyectó como el segundo pulmón de Bogotá después de los Cerros Orientales.

### Propuesta de Urbanización
La zona ha sido punto de polémica debido a que en 2015 Enrique Peñalosa insistió en urbanizarla para expandir la vivienda al norte de la ciudad. Muchos ambientalistas y ciudadanos en general, se han opuesto a esta decisión dada la importancia de la reserva y el papel que desempeña en la conservación del medio ambiente de la ciudad.
El alcalde Enrique Peñalosa, explicó en un foro en la Universidad de Los Andes, su propuesta ambiental para la reserva Thomas Van der Hammen y anunció que su propuesta para esta zona de la ciudad es más verde de lo que hoy es y garantizará una conexión sostenible entre los cerros orientales y el río Bogotá que hoy no existe.
El alcalde mostró 20 fotografías de lo que es hoy en día la reserva para ilustrar que de las 1.395 hectáreas que conforman la reserva, el 92,2 por ciento está ocupada por cementerios, colegios, universidades, cultivos de flores, canchas de fútbol, centros de salud y escombreras ilegales, entre otros.
Solo el 7,8 por ciento, según la propia Corporación Autónoma Regional (CAR), tiene un valor ambiental. El alcalde Peñalosa aseguró que ese espacio se va a proteger. "El bosque de las Mercedes y el humedal de la Conejera que no está en la reserva los vamos a proteger como un tesoro", señaló Peñalosa.
La propuesta de Ciudad Paz del alcalde se sustenta en la necesidad de atender el crecimiento desmedido que está teniendo Bogotá. Según él, la ciudad tendrá 3,9 millones de habitantes más en los próximos 40 años. Si esos bogotanos se dispersan por toda la sabana de Bogotá como una mancha de aceite crearán o agudizarán varios problemas:
1. La movilidad. Con el crecimiento proyectado serían 5 millones de viajes más cada día en Bogotá. Y si estos viajes se hacen en carro particular, porque no sería posible llevar transporte público masivo a lugares tan distantes, la movilidad de la ciudad colapsará de manera definitiva.
2. El medio ambiente. Si el crecimiento se da como una mancha desordenada ocupará no 5.924 hectáreas adyacentes a la ciudad ya construida si no 24.000 hectáreas sobre toda la sabana. Se consumirán 58 millones de galones más de gasolina al año. Las vías de Bogotá recibirán 450.000 carros particulares más. Y a los bogotanos que les toque irse a vivir en la periferia tendrán que soportar viajes de 1,5 horas más para llegar a sus destinos.
"Esto es una propuesta mejor para el medio ambiente, pues evitando el desplazamiento de los ciudadanos a los municipios aledaños evitamos 450.000 viajes en carro, lo que genera menos consumo de combustible. Bogotá en los últimos años no ha crecido bien, ha crecido ilegalmente, sin parques, sin zonas verdes y sin campos deportivos", afirmó Peñalosa.
"Como alcalde debo velar porque la ciudad crezca de manera correcta para que los ciudadanos tengan una mejor calidad de vida, se minimicen los tiempos de distancia y de viajes en carros y lo más importante es que cuenten con la mayor cantidad de verde", agregó el burgomaestre.
Así mismo, el proyecto tendrá un efecto positivo no solo en materia ambiental, sino de movilidad, porque permitirá destrabar la construcción de vías cruciales, como la Avenida Longitudinal de Occidente (ALO), la avenida Ciudad de Cali, la Autopista Cota – Calle 170 y la avenida Boyacá.

## Publicaciones
- Morales M., Otero J., Hammen Thomas van der., Torres A., Cadena-Vargas C., Pedraza C., Rodríguez N., Franco C., Betancourth J.C., Olaya E., Posada E. y Cárdenas L. 2007. Atlas de páramos de Colombia. Instituto de Investigación de Recursos Biológicos Alexander von Humboldt. Bogotá, D. C. 208 p. ISBN: 978-958-8151-91-5
- thomas v. der Hammen, Alfonso Pérez Preciado, e. polidoro Pinto. 2008. Studies on tropical Andean ecosystems. Vol. 7. Editor J. Cramer, 972 pp. ISBN 3443500323

- ----------------------------------, Sergio Gaviria, Pablo Caro. 2004. Aspectos geoambientales de la Sabana de Bogotá. Editor Instituto de Investigación e Información Geocientífica, Minero-Ambiental y Nuclear, 301 pp.

- ----------------------------------. 1995. Plioceno y cuaternario del altiplano de Bogotá y Alrededores. Vol. 24 de Análisis geográficos. Editor Ministerio de Hacienda y Crédito Público. Instituto Geográfico Agustín Codazzi, Subdirección de Geografía, 142 pp.

- ----------------------------------. 1989. La Cordillera Central Colombiana Transecto Parque Los Nevados. Vol. 2. Editor J. Cramer, 600 pp. ISBN 3443650023

- ----------------------------------, pedro m. Ruíz. 1984. La Sierra Nevada de Santa Marta (Colombia) Transecto Buritaca-La Cumbre. Vol. 2 de Studies on tropical Andean ecosystems. Edición ilustrada de J. Cramer, 603 pp. ISBN 3443650015

- ----------------------------------. 1973. The Quaternary of Colombia. Vols. 1-4. Editor Elsevier, 105 pp.

- ----------------------------------. 1960. Estratigrafía del Terciario y Maestrichtiano continentales y tectogénesis de los Andes colombianos. N.º 1279 de Informe (Colombia. Servicio Geológico Nacional) 128 pp.

- ----------------------------------. 1955. Principios para la nomenclatura palinológica sistemática. Boletín geológico 2 (2 ): 21 pp. Editor Impr. Nacional